# Mazarrón
Mazarrón est une municipalité de la région de Murcie sur la Costa Cálida en Espagne qui se caractérise par un passé minier et une tradition de pêche. Cette municipalité se compose de divers villages et de deux noyaux principaux : le Port de Mazarrón, où se trouvent les ports (pêche et plaisance), les plages et le tourisme, et Mazarrón, qui est le centre urbain. Les autres villages composant Mazarrón sont importants en densité de population puisqu'un tiers des habitants s'y retrouvent: Bolnuevo - Camposol - Cañada de Gallego - Cañadas del Romero - El Saladillo - El Garrobo - Gañuelas - Ifre-Pastrana - La Atalaya - La Majada - Las Balsicas - Las Moreras - Los Rincones - Leiva.
La superficie de la commune est de 318,7 km2 et une population de plus de 35 000 habitants. La population de Mazarrón a augmenté ces dernières années en raison du grand nombre d'étrangers vivant dans la municipalité. Parmi le plus grand nombre d'étrangers on compte différents pays d'origine: le Royaume-Uni avec 6 551, le Maroc avec 3 544, l'Équateur avec 2 584 et l'Allemagne avec 568.

## Géographie
La ville et le port de Mazarrón se trouvent près de la Méditerranée, au Sud-est de l'Espagne, dans la région de Murcie. Mazarrón a une surface de 318 km2 et plus de 35 000 habitants. Mazarrón  dispose de plus de 35 km de plages, des criques vierges et des fonds rocheux.
La principale ville est située au nord de la moitié sud de la municipalité et Puerto de Mazarrón se situe au soud-est.
Concernant les modelés, il y a un massif de montagnes au sud-ouest de la municipalité nommé Sierra de las Moreras, un massif nommé Sierra de lo Alto à la moitié ouest et un massif nommé Sierra del Algarrobo situé au ouest de Mazarrón. Plus d'une dizaine d'arroyos se trouvent à Mazarrón et le plus remarquable est Rambla de las Moreras qui est proche de Mazarrón, Puerto de Mazarrón et Bolnuevo.

## Histoire
Les premières traces d'occupation humaine dans Mazarrón datent du Paléolithique moyen et se retrouvent dans diverses grottes régionales.
Les Phéniciens, peuple antique d'habiles navigateurs et de commerçants, fondèrent de nombreux comptoirs en bordure de la Méditerranée. D'importants vestiges archéologiques provenant des colonies phéniciennes ont été trouvés sur le territoire de Mazarrón : des bateaux phéniciens et des mines datant de plus de 2600 ans. Ces vestiges témoignent que Mazarrón était un lieu d'exploitation des mines (argent, fer, cuivre, ocre et plomb) ainsi qu'une enclave du commerce phénicien dans la Méditerranée entre Ebusus (Ibiza) et Gadir (Cadix).
Le Carthaginois Hasdrubal fonda la ville de Cartagena (Carthagène et Carthago Nova en latin) en -230, en vue d'exploiter les mines de la région, (dont celles de Mazarrón).
La richesse minérale de  Mazarrón a également attiré la colonisation romaine. En 209 av. J.-C, le général romain Scipion l'Africain prend la ville de Cartagena. Il y eut de la présence romaine à la actuelle municipalité. L'Usine romaine de salaison est un site archéologique remarquable de cette époque. Il y a aussi des restes des édifices, surtout au tiers sud-est de Mazarrón,,.
Après la chute de l'Empire romain, les Wisigoths occupèrent la région de Mazarrón avant de céder la place aux Maures en 713.
En 1243, libération de Mazarrón par Ferdinand III de Castille et essor économique dû à la découverte d'alun, (utilisé en médecine, en industrie textile pour fixer les couleurs, en transformation du verre, etc.).
En 1572, le titre de ville indépendante est accordé à Mazarrón par Philippe II d'Espagne.
L'exploitation des mines a fait la richesse de Mazarrón jusqu'au XIXe siècle, ensuite ce fut la chute jusqu'à la récession économique et un nouvel essor dans la seconde moitié du XXe siècle par le développement agricole (tomate) et touristique.

## Climat
Les températures en hiver oscillent entre 15º et 20 °C. En plus du bon climat de la Murcie,  Mazarrón profite d'un Microclimat spécial dû à plusieurs raisons. D'un côté, (par terre), le territoire communal se trouve entouré de hautes montagnes ce qui fait que les vents du Nord ne peuvent pas pénétrer fortement dans la zone, d'où une température moyenne annuelle de 18 °C. De l'autre côté, (par mer), la situation du golfe, entre le Cap de Palos (bataille du cap de Palos) et Cap de Gata, permet aux courants marins froids provenant de l'Atlantique par le détroit de Gibraltar, de passer sans affecter la température de l'eau et de se maintenir à 5 °C au-dessus de la moyenne du reste de la Méditerranée.

## Fêtes
La fête du Miracle (del Milagro) est célébrée à Bolnuevo et Mazarrón. Le dernier dimanche avant le 17 novembre, on monte la Patronne, l'Immaculée, de Bolnuevo à Mazarrón et le dimanche suivant la procession « Romería » la ramène à son ermitage de Bolnuevo.  Pendant cette semaine, de nombreuses cérémonies et actes ont lieu, comme le dépôt de gerbes à la Vierge, des Processions, et diverses activités religieuses.  Le dimanche du pèlerinage se célèbrent des défilés de « Maures et Chrétiens » - « Moros y Cristianos » , commémorant l'invasion mauresque sur la côte (dont fut la raison de l'intercession miraculeuse de la Vierge, expulsant les algériens des Côtes la matinée du 17 novembre 1585).  Les fêtes patronales sont célébrées en l'honneur de San José le 19 mars (commençant une semaine avant avec danses, bals, activités sportives, courses de torches, etc. et les «Fallas » qui seront brûlées sur la plage du port). Les « Fallas » sont des monuments faits avec une sorte de poupées qui critiquent ironiquement les événements de l'an dernier, et sont très typiques.  La festivité de la « Virgen del Carmen » - « Notre-Dame du Mont-Carmel »  est célébrée le 16 juillet avec une Messe de Campagne aux Halles des Marées, la Procession Maritime-Terrestre avec la Patronne des Pêcheurs où participent des dizaines de navires parés avec des drapeaux multicolores accompagnant la Vierge.

## Tourisme

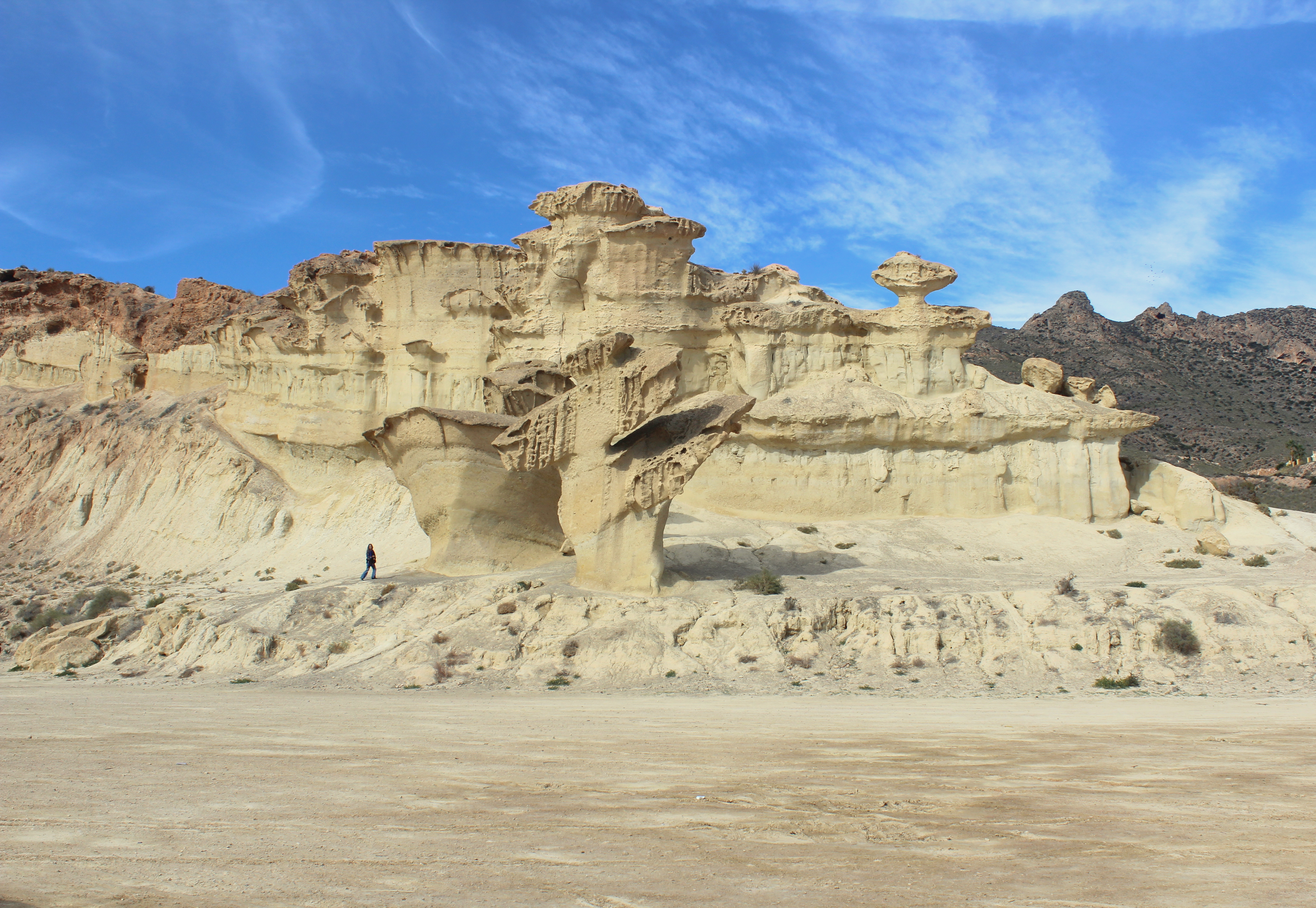
Erosions de grès sur la plage de Bolnuevo, surnommées « Ciudad Encantada de Bolnuevo » (« La ville enchantée de Bolnuevo »).

La plupart des monuments se trouvent dans le chef-lieu de la municipalité. Parmi eux on peut noter la mairie. du XIXe siècle, le monument historico-artistique national ainsi que l'église de San Andrés la tour de Santa Elena ou les saloirs romains du IVe siècle.  Sont également déclarés biens d'intérêt culturel, la tour de Santa Isabel, la tour de los Caballos (tour des chevaux), le château de Los Vélez et El Molinete. Mazarrón et Puerto de Mazarrón ont une importante offre touristique et gastronomique. À Mazarrón se trouvent les bateaux phéniciens les plus antiques du monde (découvertes de 1980 et 1988).
Le plus grand écosystème de la Méditerranée se trouve dans les eaux de Mazarrón avec ses prairies de posidonie « Posidonia oceanica ».  Parmi l'importante végétation marine vivent mérous, langoustes, congres, dauphins, baleines, poulpes ou murènes.

### Gastronomie
Les produits de la campagne et de la mer sont la base de la gastronomie de Mazarrón, dont il faut retenir le riz au homard ou les plats à base de tomate. Le mérou ou les migas (pain émietté, imbibé de lait et frit) à la mode de Mazarrón, la lecha à la espalda, les poissons salés, les vermicelles au thon ou le atascaburras, sont quelques-uns des péchés gastronomiques de la zone.

## Transports
La région de Murcie est reliée au reste de l'Europe grâce à deux aéroports internationaux (Alicante et San Javier) ainsi que par l'autoroute espagnole A-7. Un troisième aéroport est en construction à Corvera près de Murcia et le TGV (AVE en espagnol) est programmé.

## Personnalités locales
- Domingo Valdivieso y Henarejos (1830-1872) : peintre du romantisme[27];
- José Toral y Velázquez (1832-1904)[28];
- Francisco Gómez Jordana (1852-1918)[29];
- Antonio Hernández-Urrea, supercentenaire (1888-1999);
- Irene López Heredia (1894-1962), comédienne née dans la commune;
- Juan Melenchón (1908-1983), footballeur espagnol né dans la commune;
- Julia Romera Yáñez (1916-1941), résistante antifranquiste, née dans la commune et morte en 1941 dans la prison pour femmes de Les Corts de Barcelone;
- Pedro Acosta, champion du monde Moto2 et Moto3 né dans la commune le 25 mai 2004. Surnommé El Tibúron de Mazarrón (le requin de Mazarrón).